# Franz Steinfeld
Franz Steinfeld (Mariahilf, 26 marzo 1787 – Písek, 5 novembre 1868) è stato un pittore austriaco.

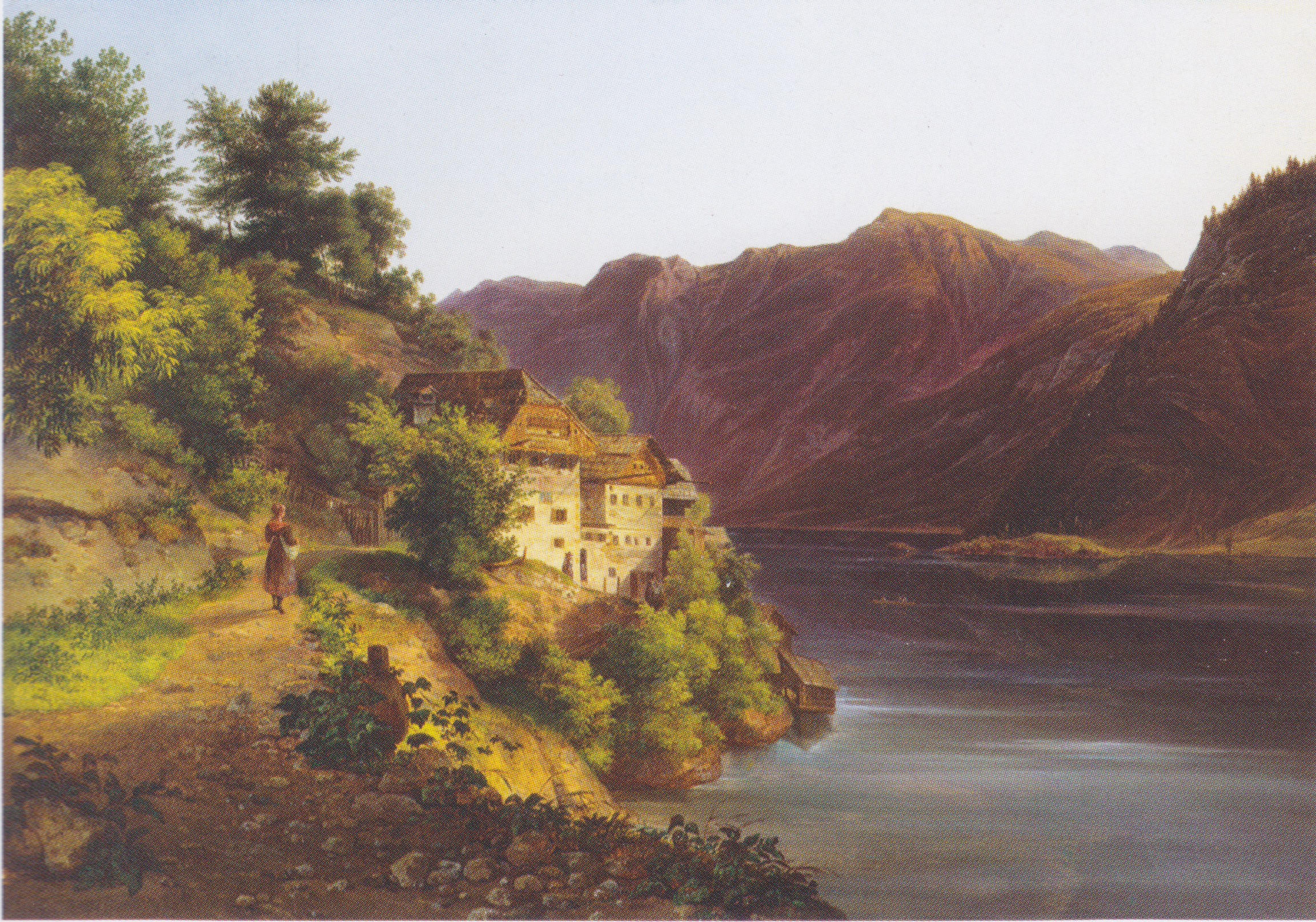
Vista di Hallstatt (1824)

Si iscrisse all'Accademia di Belle Arti di Vienna dove ebbe come professori Laurenz Janscha, Martin von Molitor e Albrecht Christoph Dies. Nel 1805 intraprese un viaggio di studio lungo il Reno e nei Paesi Bassi, dove incontrò Jacob van Ruisdael.
Nel 1815, sposò Dorothea Fertbauer, proveniente da una famiglia di pittori; suo fratello Leopold Fertbauer dipinse paesaggi e scene storiche di suo zio Leopold Lieb. Diventò anche uno dei pittori della corte di Antonio Vittorio d'Asburgo-Lorena.